# Legamento inguinale
Il legamento inguinale (o anche chiamato arcata femorale, legamento di Falloppio, legamento di Poupart) è un cordone fibroso che si trova nella regione inguinale, e risulta formato sia da fasci propri che da fasci derivanti dalla aponeurosi del muscolo obliquo esterno.

## Origine e inserzione
Il legamento origina dalla spina iliaca antero superiore e si porta obliquamente latero-medialmente e cranio-caudalmente verso il tubercolo pubico (posto sull'estremità laterale della cresta pubica).

## Struttura
La faccia superiore dà attacco alle fibre del muscolo obliquo interno e al muscolo trasverso dell'addome e accoglie il funicolo spermatico (nel maschio) o il legamento rotondo dell'utero (nella femmina). Forma inoltre la parete inferiore del canale inguinale.
La faccia inferiore aderisce alla fascia iliaca del muscolo ileopsoas, contenuto nella lacuna dei muscoli insieme con il nervo femorale. Dalla sua porzione mediale origina il legamento lacunare di Gimbernat.
Il margine anteriore fa da continuazione dell'aponeurosi del muscolo obliquo esterno dell'addome.
Il margine posteriore si fissa alla parte mediale della linea pettinea (benderella ileopubica di Thompson) ed è connesso alla fascia trasversale tra la spina iliaca anteriore superiore e i vasi femorali.

## Strutture nelle vicinanze

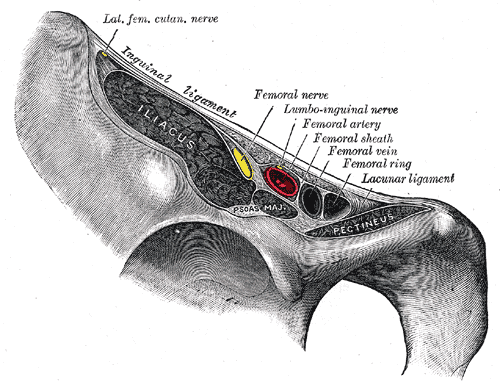
Strutture passanti dietro il legamento inguinale. Visione frontolaterale della pelvi destra

Nella sua parte media alcuni suoi fasci vanno ad inserirsi sull'eminenza ileo-pettinea, formando in tal modo lateralmente la lacuna neuromuscolare (attraverso la quale passa il muscolo ileo-psoas e il nervo femorale); e medialmente la lacuna dei vasi, attraverso cui decorrono i vasi destinati all'arto inferiore (in senso latero-mediale decorrono l'arteria femorale e la vena femorale comune, i vasi linfatici, e un importante linfonodo detto "linfonodo di Cloquet", o anche chiamato linfonodo sentinella). 
La porzione della lacuna dei vasi situata medialmente all'avventizia della vena femorale, che aderisce alla superficie inferiore del legamento inguinale, è detta anello femorale, ed è delimitata posteriormente dal setto femorale della fascia trasversale.
Nella parte terminale esso si inserisce sul tubercolo pubico ed emette il legamento lacunare (del Gimbernat), mediante il quale s'inserisce sulla cresta pettinea (rivestita dal legamento pettineo di Cooper).
Il legamento inguinale costituisce il pavimento concavo del canale inguinale e il margine superiore del triangolo femorale (di Scarpa).